# Sepp Renggli

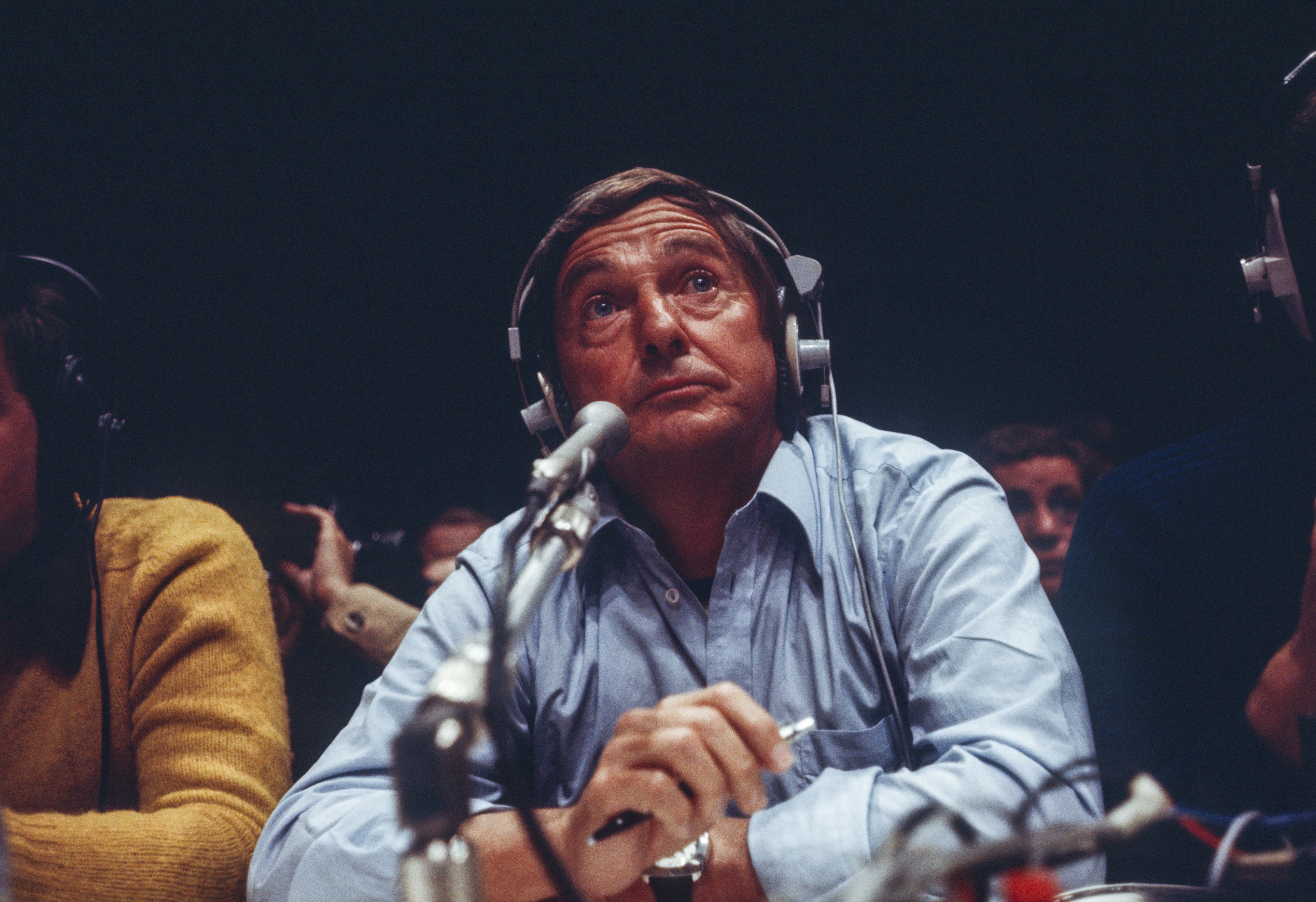
Sepp Renggli als Sportreporter beim Boxkampf Fritz Chervet gegen Chartchai Chionoi im Hallenstadion Zürich, 1974

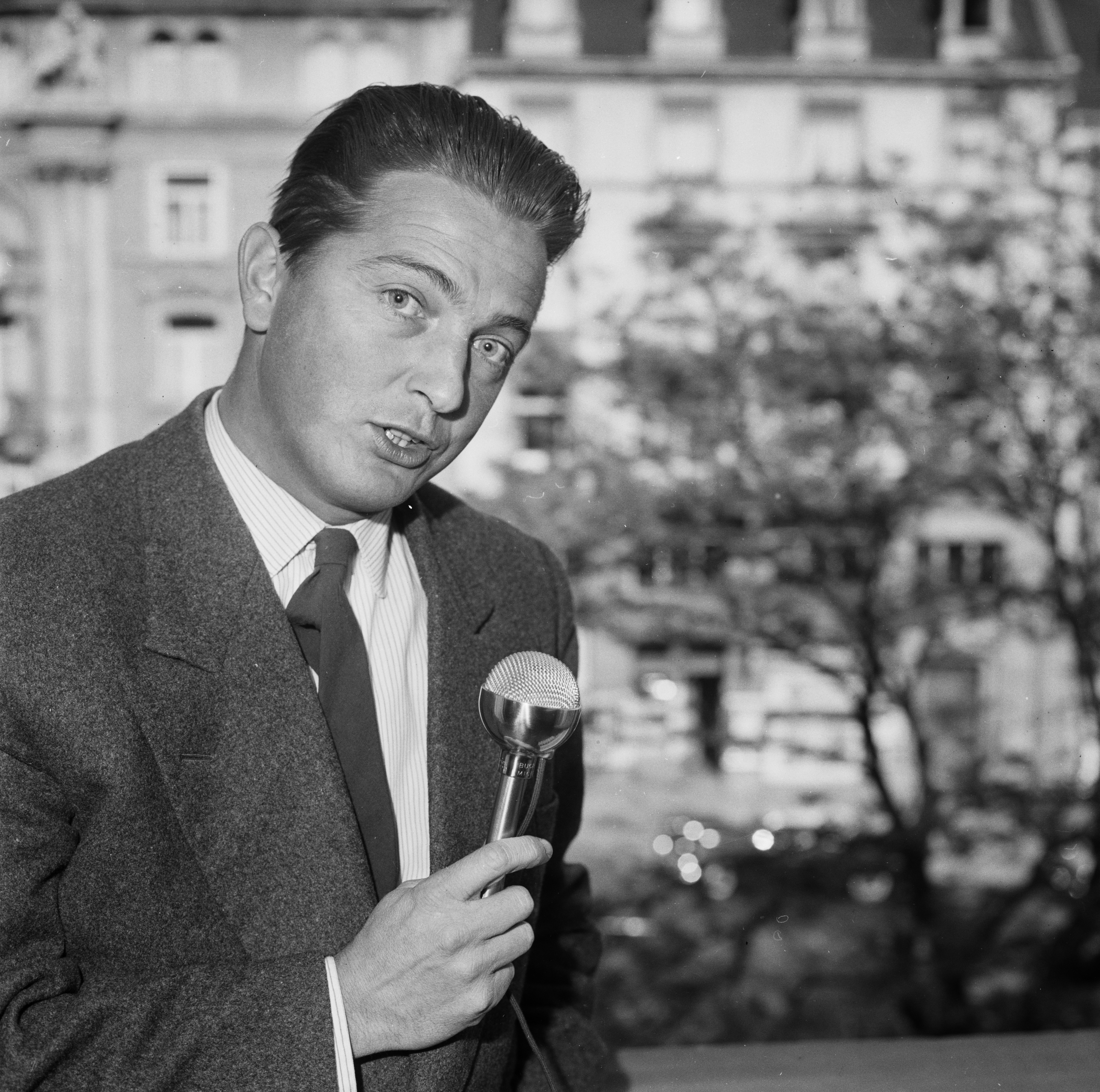
Sepp Renggli in den 1950er Jahren

Josef «Sepp» Renggli (* 1. April 1924 in Kriens; † 9. Januar 2015 in Zollikon) war ein Schweizer Sportjournalist und Buchautor.
Schon im Alter von acht Jahren nahm Sepp Renggli sich vor, Sportreporter zu werden. Nach Abschluss der Schule machte er zunächst eine kaufmännische Ausbildung, dann wurde als er als Sekretär bei der Zeitung Sport angestellt. Es gelang ihm in der Wechsel in die Redaktion, nachdem er zunächst mit dem Verfassen kleiner Beiträge betraut worden war.
Anschliessend ging Renggli zum Radio Beromünster. Dort initiierte er populäre Sendungen wie «Café Endspurt», «Sport und Musik», «Auto-Radio Schweiz» und den Musikwettbewerb «Grand Prix Brunnenhof». Von 1961 bis 1986 leitete Sepp Renggli beim Schweizer Radio das Ressort «Sport und Touristik», von 1976 bis 1989 war er Direktor des Radiostudios Zürich. Von 1982 an betätigte er sich als Sportkolumnist, unter anderem für die «Weltwoche».
Im Laufe seines beruflichen Lebens berichtete Renggli von 47 Austragungen der Tour de Suisse, von 16 Olympischen Spielen, von Rad-, Ski-, Bob- und Ruder-Weltmeisterschaften, von der Tour de France und dem Giro d’Italia. 1994 wurde er mit der Goldmedaille des Verbandes Schweizer Sportjournalisten ausgezeichnet. Er verfasste 29 Sportbücher, von denen das letzte, «Unser schönster Sieg», nach seinem Tod erschien.
Sepp Renggli war verheiratet und hatte zwei Söhne: Thomas (1972) und Felix Renggli (1975), die ebenfalls Sportjournalisten wurden. Er starb 2015 im Alter von 90 Jahren. In ihrem Nachruf auf den «legendären Sportreporter» rühmte ihn die NZZ als «Meister der Wortspiele» und «Avantgardist im Sport». In einem weiteren Nachruf stand zu lesen: «Ohne Bilder, dafür in einer bildhaften Sprache vermittelte uns Sepp Renggli am Radio die Siege und Niederlagen aus der Sportwelt, die Momente des Jubels, die Sekunden des Schreckens und die Dramen auf und neben den Spiel- und Kampfstätten. Seine Stimme war die Stimme des packenden Sports.»

## Publikationen (Auswahl)
- Mit Arnold Wehrle: Mexico 68. Olympische Sommerspiele 1968. Gloria-Verlag, Bergdietikon 1968.
- Der Rössli-Spurt ... und weitere 66 Sportgeschichten. Mit Cartoons von JÜSP. Nebelspalter-Verlag, Rorschach 1989, ISBN 3-85819-143-4.
- Mit Toni Nötzli: Joseph Voegeli: Ein Leben für zwei Räder. Die Geschichte des erfolgreichsten Sportmanagers der Schweiz. Züri-Woche, Glattbrugg 1992, ISBN 3-9520302-0-1.
- Die Slalom-Bastarde. Habegger, Derendingen 1992, ISBN 3-85723-313-3.
- Beat Breu. Ringier, Zürich 1994, ISBN 3-85859-287-0.
- Schweizer Radsport gestern, heute, morgen. Silva, Zürich 1998, ISBN 3-908487-36-6.
- Das olympische Schäferstündchen. Nebensächliches von der schönsten Nebensache. Anekdoten, Episoden und Geschichten aus 60 Jahren Sportjournalismus. Seetal-Medien, Hochdorf 2005, ISBN 3-906978-03-6.
- Mit Thomas Renggli: Kick-off. Fussballgeschichten, Fussballgeschichte. Aktiv-Verlag, Stans 2007, ISBN 978-3-909191-38-3.
- Mit Hanspeter Born und Martin Born: Hugo Koblet – Der «Pédaleur de charme». 2. Auflage. AS Verlag, Zürich 2007, ISBN 978-3-909111-18-3.
- Mit Thomas Renggli: Schweizer Wintersporthelden. Von den Anfängen bis Heute. Faro, Lenzburg 2010, ISBN 978-3-03-781008-8.
- Mit Martin Born: Tour de Suisse. 75 Jahre 1933–2008. Herausgegeben von Peter Schnyder. AS-Verlag, Zürich 2011, ISBN 978-3-909111-53-4.
- Mit Martin Born: Rennbahn Oerlikon. 100 Jahre Faszination Radsport. Herausgegeben von Peter Schnyder. AS-Verlag, Zürich 2012, ISBN 978-3-909111-95-4.
- Unser schönster Sieg. Erinnerungen an epochale Schweizer Sporttriumphe und bittere Niederlagen. Werd & Weber, Thun/Gwatt 2015, ISBN 978-3-03818-055-5.